# Håkan Mogren
Håkan Lars Mogren, född 17 september 1944, död 10 december 2021 i Stockholm, var en svensk ingenjör och näringslivsperson, framför allt verksam inom livsmedels- och läkemedelsindustrin.

## Biografi
Mogren blev först civilingenjör och 1974 teknologie doktor vid Kungliga Tekniska högskolan på en doktorsavhandling inom bioteknik.
Han var verkställande direktör för Marabou 1977–1988, och därefter för Astra 1988–1999. I samband med sammanslagningen av Astra och Zeneca till Astra Zeneca 1999 övergick Mogren till att vara vice styrelseordförande och stannade på denna post till 2003. Han var därefter styrelseledamot till 2009.
Mogren var styrelseledamot i Investor sedan 1990 och hade flera andra uppdrag inom Wallenbergsfären. Han var ordförande för Industriens Utredningsinstitut 1993–2003.
Mogren var ledamot av Ingenjörsvetenskapsakademien sedan 1988. Han var sedan 1995 också ledamot av Gastronomiska akademien och satt vid tallrik 11. Han utnämndes 2005 till Honorary Knight Commander of the Order of the British Empire (KBE) och promoverades 2009 till medicine hedersdoktor vid Karolinska Institutet.

## Håkan Mogrens stiftelse
Håkan Mogrens stiftelse har "som ändamål dels att främja forskning och utbildning inom det medicinska området och dels att främja utbildning av musiker inom den klassiska musiken". Detta sker genom utdelning av Mogrenpriset.

### Stipendiater inom det medicinska området
Stipendiet inom det medicinska området utdelas i samarbete med Karolinska Institutet.
- 2013 - Inger Hagerman, överläkare
- 2014 - Carl Johan Fürst, professor
- 2015 - Elisabet Lidbrink, överläkare
- 2016 - Peter Berggren, distriktsläkare
- 2017 - Folke Hammarqvist, överläkare
- 2018 - Anders Castor, överläkare
- 2019 - Valdemar Erling, överläkare
- 2020 - Nina Cavalli Björkman, överläkare
- 2021 - Karin Pettersson, överläkare
- 2022 - Ola Björgell, överläkare
- 2023 - Marie-Louise Lydrup, överläkare
- 2024 - Johan Scheer, överläkare

### Stipendiater inom det musikaliska området
Stipendiater inom det musikaliska området i samarbete med Kungliga Operan.
- 2012 - Daniel Johansson, operasångare
- 2013 - Susanna Stern, operasångerska
- 2014 - Vivianne Holmberg, operasångerska
- 2015 - Johanna Rudström, operasångerska
- 2016 - Daniel Migdal, violinist
- 2017 - Hanna Husáhr, operasångerska
- 2018 - Joel Annmo, operasångare
- 2019 - Johan Dalene, violinist
- 2020 - Johanna Wallroth, sopran
- 2021 - David Risberg, baryton
- 2022 - Ellinor Bengtson, trumpetare
- 2023 - Helena Schuback, operasångerska
- 2024 - Kristoffer Töyrä, operasångare
- 2025 - Josef Wijk, oboist